# ناصر
ناصر یک نام به معنی یاری کننده، مددکار، یاور است.
این نام در ایران و کشورهای مسلمان روی پسران گذاشته می‌شود.
و همچنین نام یک کرک لُرُیی است.

## نام کوچک

### شاهان
- ناصرالدین‌شاه قاجار
- ناصر (خلیفه)

### ورزش
- ناصر حجازی
- ناصر محمدخانی
- ناصر رحیمی‌پناه
- یوسف ناصر
- ناصر نورایی
- ناصر ابراهیمی
- ناصر السنباطی

### سیاست
- ناصر میناچی
- ناصر خالقی

### مذهبی
- ناصر مکارم شیرازی
- ناصر سبحانی

### نویسنده، شاعر، مترجم و پژوهشگر
- ناصرخسرو
- ناصرهمرنگ

### هنر
- ناصر چشم‌آذر
- ناصر مجدبیگدلی
- ناصر ملک‌مطیعی
- ناصر کوره‌چیان
- میرزا محمدحسین ناصر شیرازی
- ناصر محمدی
- ناصر پاک‌شیر
- ناصر گیتی‌جاه
- یکتا ناصر
- ناصر فرهنگ‌فر
- ناصر هاشمی
- ناصر آقایی
- ناصر فروغ
- ناصر عبداللهی

## نام خانوادگی
- جمال عبدالناصر
- ژاک ناصر
- یکتا ناصر